# André Février
Pour les articles homonymes, voir Février (homonymie).
André Février, né au Vigan (Gard) le 30 novembre 1885 et mort à Lyon (Rhône) le 27 avril 1961, est un homme politique français. Pionnier du syndicalisme aux PTT, député de Lyon de 1924 à 1940, il est ministre dans la plupart des gouvernements de la fin de la Troisième République, ainsi que résistant.

## Biographie

### Jeune postier syndicaliste
Fils d'un fabricant en bonneterie, sa famille déménage à Lyon pour y trouver du travail.
André Février est reçu surnuméraire des PTT en 1906. À vingt ans, c'est un jeune militant du Parti socialiste SFIO dès sa création, membre également d'associations des jeunesses laïques. Dès son entrée aux PTT, il fait partie de l'Association générale des agents des PTT, dont il devient secrétaire à Lyon en 1909. Il participe aux grèves postales de mars et mai 1909, fondatrices dans l'épreuve du syndicalisme postier, ce qui lui vaut d'être révoqué de l'Administration, où il est finalement réintégré au terme de six mois. Il réorganise alors l'« A. G. », décimée par les sanctions, qui se transforme en syndicat juste après la Première Guerre mondiale.

### Homme politique lyonnais
Fort de son expérience syndicale, jouissant de surcroît du statut d'ancien gréviste révoqué par Clemenceau, il entreprend après la guerre une carrière politique dans la SFIO, qui l'amène à des responsabilités ministérielles.
Conseiller municipal de Lyon en 1919. Il devient progressivement l'adversaire principal d'Édouard Herriot à la mairie de Lyon.
Député du Rhône, en 1924, il est réélu en 1928, 1932 et 1936 dans la 6e circonscription du Rhône (correspondant au 5e arrondissement de Lyon, regroupant les actuels 5e et 9e arrondissements de Lyon.
En 1936, il est président du groupe parlementaire socialiste SFIO à la suite de Léon Blum.
De juin 1937 à janvier 1938, il est ministre du Travail dans le Ministère Camille Chautemps.
Le 13 mars 1938 Léon Blum le nomme sous-secrétaire d'État à la Présidence du conseil. Ce gouvernement éphémère est renversé au bout d'un mois.
Mars-juin 1940 : sous-secrétaire d'État à l'Information dans le gouvernement Paul Reynaud, puis sous-secrétaire d'État aux travaux publics.
27 juin - 12 juillet 1940 : avec l'accord de Léon Blum, il est ministre des Transmissions et PTT dans le dernier gouvernement de la Troisième République, dirigé par Philippe Pétain. Ainsi, il dirige brièvement, pendant la débâcle, une administration dont il avait été exclu 31 ans plus tôt.
10 juillet 1940 : il vote les pouvoirs constituants à Philippe Pétain. Par la suite, il participe à la Résistance.
En 1944, il est exclu de la SFIO. Il rejoint alors le Parti socialiste démocratique de Paul Faure, regroupement de militants socialistes « épurés ». Il est réintégré au sein de la SFIO en 1955, « blanchi » par un jury d'honneur.

## Famille
André Février est le père de Raymond Février, scientifique, agronome et zootechnicien, qui a dirigé l'INRA de 1975 à 1978.

### Sources
- Dictionnaire biographique du mouvement ouvrier français, t. 27, notice signée Maurice Moissonnier
- « André Février », dans le Dictionnaire des parlementaires français (1889-1940), sous la direction de Jean Jolly, PUF, 1960 [détail de l’édition]
- Benoît Yvert, Dictionnaire des ministres (1789-1989), Librairie académique Perrin, Paris, 1990

- « Expliquons-nous » par André Février 1945